# Еел8
Еел8 (спочатку Е-ЕЛ-8) — дослідний радянський тепловоз, виготовлений 1932. Мав два дизельні двигуни, і як наслідок, більшу потужність, а також опорно-рамне підвішування ТЕД. Через низку технічних недоліків серійне виробництво скасували.

## Виробництво
В кінці 1920-их в тепловозному бюро Народного комісаріату шляхів сполучення СРСР під керівництвом інженера Добровольського був спроектований тепловоз типу 1-5о−1 зі службовою масою 136 тонн, двома дизель-генераторними установками, ТЕД, встановлених на рамі, і з реостатним гальмуванням. Тепловоз в теорії мав забезпечувати граничне використання можливостей залізниць і за параметрами був близький до паровозів ФД й ІС. Застосування двох дизельних двигунів дозволяло відключенням одного з них змінювати потужність тепловоза залежно від маси поїздів, а також підвищувало надійність тепловоза загалом (на той час дизельні двигуни були недостатньо надійні).
Детальний проект розроблявся в Німеччині на заводі Krupp AG, при цьому з'ясувалося, що задану масу витримати не вдасться, тому перейшли до типу 2-5о−1 і відмовилися від застосування реостатного гальмування. Будівництво велося на заводі Krupp в 1931—1932. В березні 1933 тепловоз Е-ЕЛ-8 (пізніше позначення змінили на Еел 8) прибув до Радянського Союзу і був відправлений на Муромський паровозобудівний завод, де його добудували остаточно.

## Конструкція

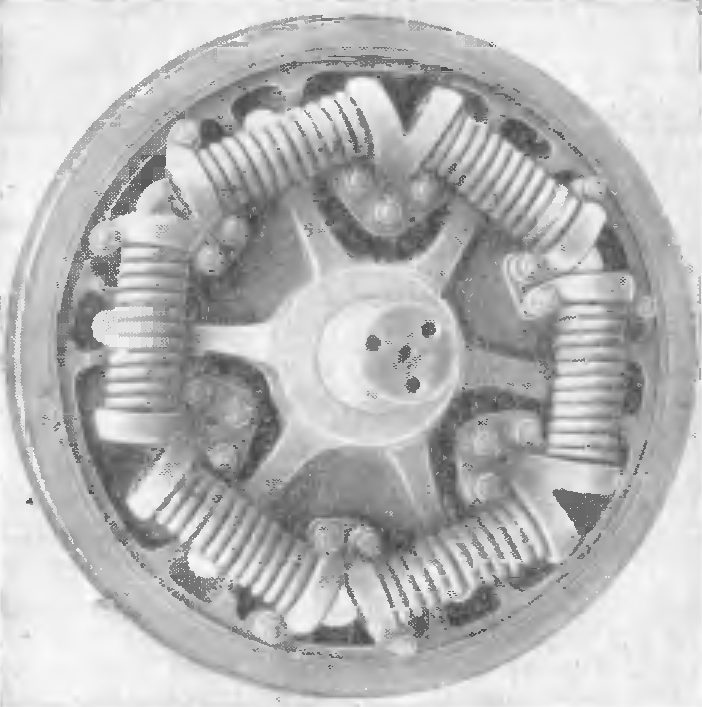
Муфта системи Сешерон

Екіпажна частина локомотива складалася з однієї рами і двох візків, передній аналогічний конструкцтивно візку паровоза Ку, а задній типу Бісселу. Для поліпшення вписування в криві, передній візок мав розбіг до 110 мм, а друга та четверта рушійна колісні пари не мали гребенів. Мінімальний радіус прохідних кривих становив 150 м.
Кожна з двох дизель-генераторних установок складалася з чотиритактного восьмициліндрового безкомпресорного дизеля 8V-31/37 фірми Sulzer (Зульцер) потужністю 825 к.с. при частоті обертання валу 640 об/хв. Його валом жорстко (без проміжних муфт) був з'єднаний вал тягового генератора G540-2 годинною потужністю 510 кВт (420 В, 1210 А). Струм в незалежних обмотках регулювався по системі Вард-Леонарда, генератори були обладнані протикомпаундними обмотками. Для живлення ланцюгів керування використовувалися допоміжні генератори, що приводилися від валів тягових генераторів, а також лужна акумуляторна батарея фірми Юнгер. Напруга живлення кіл управління становила 150 В.
На рамі було встановлено 5 здвоєних тягових двигунів TC-416 фірми Сешерон з годинною потужністю 2×101,5 кВт (420 В, 2×242 А, 550 об/хв), що мали примусову вентиляцію. Момент від вала ТЕД на рушійну колісну пару передавався еластичною муфтою системи Сешерон, яка складалася з порожнистого валу і пружин. Передатне відношення редуктора було 6,8. Контролер машиніста мав 15 позицій, для порівняння, на контролерах тепловозів Еел їх було 25.

## Експлуатація
Тепловоз був відправлений для випробувань на лінію Москва — Ленінград Жовтневої залізниці, по завершенню яких його перевели на Ашхабадську залізницю. Тривала потужність локомотива при швидкості від 24 до 50 км/год становила 1050 к.с. Тривала сила тяги при швидкості 12,5 км/год становила 21000 кгс, а при швидкості 24 км/год знижувалася до 12000 кгс. Оскільки тепловоз Еел8 обслуговував поїзди, розраховані на менш потужні серійні Еел, то він не міг повністю реалізувати своїх тягових можливостей. Більшим недоліком стала тягова передача системи Сешерон, пружини якої часто ламалися, через що тепловоз часто простоював в ремонті. Під час німецько-радянської війни локомотив був остаточно відставлений від роботи, а 1953 виключений з інвентарю.